# 비외른 카위퍼르스
비외른 카위퍼르스(네덜란드어: Björn Kuipers 네덜란드어 발음: [ˈbjʏrəŋ ˈkœypərs], 1973년 3월 28일~)는 네덜란드의 전직 축구 심판이다. 2002년부터 에이르스터 디비시 심판을 맡았고, 2005년부터 에레디비시 심판을 맡았으며, 2006년부터는 국제축구연맹 주관 대회의 심판도 맡았다.

## 심판 경력

### FIFA 월드컵
2014년 FIFA 월드컵
- 2014년 6월 14일:  잉글랜드 -  이탈리아 (D조)
- 2014년 6월 20일:  스위스 -  프랑스 (E조)
- 2014년 6월 28일:  콜롬비아 -  우루과이 (16강전)

2018년 FIFA 월드컵
- 2018년 6월 15일:  이집트 -  우루과이 (A조)
- 2018년 6월 22일:  브라질 -  코스타리카 (E조)
- 2018년 7월 1일:  스페인 -  러시아 (16강전)
- 2018년 7월 7일:  스웨덴 -  잉글랜드 (8강전)

### FIFA U-20 월드컵
2017년 FIFA U-20 월드컵
- 2017년 5월 22일:  에콰도르 -  미국 (F조)
- 2017년 5월 30일:  베네수엘라 -  일본 (16강전)
- 2017년 6월 11일:  베네수엘라 -  잉글랜드 (결승전)

### UEFA 유럽 축구 선수권 대회
UEFA 유로 2012
- 2012년 6월 10일:  아일랜드 -  크로아티아 (C조)
- 2012년 6월 15일:  우크라이나 -  프랑스 (D조)

UEFA 유로 2016
- 2016년 6월 16일:  독일 -  폴란드 (C조)
- 2016년 6월 21일:  크로아티아 -  스페인 (D조)
- 2016년 7월 3일:  프랑스 -  아이슬란드 (8강전)

UEFA 유로 2020
- 2021년 6월 17일:  덴마크 -  벨기에 (B조)
- 2021년 6월 23일:  슬로바키아 -  스페인 (E조)
- 2021년 7월 3일:  체코 -  덴마크 (8강전)
- 2021년 7월 11일:  이탈리아 -  잉글랜드 (결승전)

## 개인 생활
카위퍼르스는 네덜란드 올덴잘 출신이며 네이메헌에 위치한 랏바우트 대학교에서 경영학을 전공했다. 그의 아버지는 아마추어 축구 심판으로 활동했다. 카위퍼르스는 자신의 고향인 올덴잘에 위치한 여러 슈퍼마켓과 여러 헤어 스튜디오의 주인이기도 하다.